# Czimbalmos László
Czimbalmos László (Gyergyószentmiklós, 1910. június 24. – Szatmárnémeti, 1988) magyar pedagógus és természettudományi író.

## Életpályája
Középiskolai és egyetemi tanulmányait Szegeden végezte, matematika-fizika szakos középiskolai tanárként működött Szatmáron (1941-47). Szakírásai folyóiratokban és a napisajtóban főleg az űrkutatásról tájékoztattak, a TETT munkatársa. Hosszú hajú vendégek c. üstökös-tanulmányával (A Hét 1973/48) a folyóirat tudományos publicisztikai versenyének 1973-as díján osztozott Puskás Attilával.